# Andrej Jesjtsjenko
Andrej Olegovitsj Jesjtsjenko (Russisch: Андрей Олегович Ещенко; Irkoetsk, 9 februari 1984) is een Russisch voormalig voetballer die doorgaans speelde als linksback. Tussen 2003 en 2021 was hij actief voor Zvezda Irkoetsk, FK Chimki, Dynamo Kiev, Dinamo Moskou, Dnipro, Arsenal Kiev, Volga Nizjni Novgorod, Lokomotiv Moskou, Anzji Machatsjkala, Koeban Krasnodar, opnieuw Dinamo Moskou en Spartak Moskou. Jesjtsjenko maakte in 2012 zijn debuut in het Russisch voetbalelftal en kwam uiteindelijk tot veertien interlandoptredens.

## Clubcarrière
Jesjtsjenko werd bekend toen hij in 2006 na periodes bij Zvezda Irkoetsk en FK Chimki de overstap maakte naar de Oekraïense topclub Dynamo Kiev. Hij wist er niet door te breken, maar op huurbasis bij Dinamo Moskou, Dnipro en Arsenal Kiev kwam hij alsnog aan zijn speelminuten toe. In 2011 keerde de verdediger terug naar zijn vaderland Rusland, waar hij een contract tekende bij Volga Nizjni Novgorod. In 2012 speelde Jesjtsjenko voor Lokomotiv Moskou en op 12 januari 2013 ondertekende de international een driejarige verbintenis bij Anzji Machatsjkala. Die club verhuurde hem later aan Koeban Krasnodar. Begin 2016 huurde Dinamo Moskou hem voor een halfjaar. Na afloop van deze verhuurperiode stapte Jesjtsjenko transfervrij over naar Spartak Moskou. Aan het einde van het seizoen 2018/19 verlengde de verdediger zijn verbintenis met één seizoen, tot medio 2020. In januari 2022 besloot Jesjtsjenko op zevenendertigjarige leeftijd een punt te zetten achter zijn actieve loopbaan.

## Interlandcarrière
Jesjtsjenko debuteerde in het Russisch voetbalelftal op 11 september 2012. Op die dag werd een WK-kwalificatieduel tegen Israël met 0–4 gewonnen. De verdediger begon op de bank en viel in de tweede helft in voor Aleksandr Anjoekov.
| Interlands van Andrej Jesjtsjenko voor Rusland | Interlands van Andrej Jesjtsjenko voor Rusland | Interlands van Andrej Jesjtsjenko voor Rusland | Interlands van Andrej Jesjtsjenko voor Rusland | Interlands van Andrej Jesjtsjenko voor Rusland | Interlands van Andrej Jesjtsjenko voor Rusland | Interlands van Andrej Jesjtsjenko voor Rusland |
| №                                              | Datum                                          | Wedstrijd                                      | Uitslag                                        | Competitie                                     | Goals                                          |                                                |
| Als speler bij Lokomotiv Moskou                | Als speler bij Lokomotiv Moskou                | Als speler bij Lokomotiv Moskou                | Als speler bij Lokomotiv Moskou                | Als speler bij Lokomotiv Moskou                | Als speler bij Lokomotiv Moskou                | Als speler bij Lokomotiv Moskou                |
| ---------------------------------------------- | ---------------------------------------------- | ---------------------------------------------- | ---------------------------------------------- | ---------------------------------------------- | ---------------------------------------------- | ---------------------------------------------- |
| 1                                              | 11 september 2012                              | Israël – Rusland                               | 0 – 4                                          | WK 2014 kwalificatie                           |                                                |                                                |
| 2                                              | 12 oktober 2012                                | Rusland – Portugal                             | 1 – 0                                          | WK 2014 kwalificatie                           |                                                |                                                |
| 3                                              | 16 oktober 2012                                | Rusland – Azerbeidzjan                         | 1 – 0                                          | WK 2014 kwalificatie                           |                                                |                                                |
| 4                                              | 14 november 2012                               | Rusland – Verenigde Staten                     | 2 – 2                                          | Vriendschappelijk                              |                                                |                                                |
| Als speler bij Anzji Machatsjkala              |                                                |                                                |                                                |                                                |                                                |                                                |
| 5                                              | 6 februari 2013                                | IJsland – Rusland                              | 0 – 2                                          | Vriendschappelijk                              |                                                |                                                |
| 6                                              | 25 maart 2013                                  | Brazilië – Rusland                             | 1 – 1                                          | Vriendschappelijk                              |                                                |                                                |
| 7                                              | 15 november 2013                               | Rusland – Servië                               | 1 – 1                                          | Vriendschappelijk                              |                                                |                                                |
| 8                                              | 19 november 2013                               | Rusland – Zuid-Korea                           | 2 – 1                                          | Vriendschappelijk                              |                                                |                                                |
| 9                                              | 5 maart 2014                                   | Rusland – Armenië                              | 2 – 0                                          | Vriendschappelijk                              |                                                |                                                |
| 10                                             | 26 mei 2014                                    | Rusland – Slowakije                            | 1 – 0                                          | Vriendschappelijk                              |                                                |                                                |
| 11                                             | 31 mei 2014                                    | Noorwegen – Rusland                            | 1 – 1                                          | Vriendschappelijk                              |                                                |                                                |
| 12                                             | 6 juni 2014                                    | Rusland – Marokko                              | 2 – 0                                          | Vriendschappelijk                              |                                                |                                                |
| 13                                             | 17 juni 2014                                   | Zuid-Korea – Rusland                           | 1 – 1                                          | WK 2014                                        |                                                |                                                |
| 14                                             | 22 juni 2014                                   | België – Rusland                               | 1 – 0                                          | WK 2014                                        |                                                |                                                |